# Charles-Marie de Braconnier

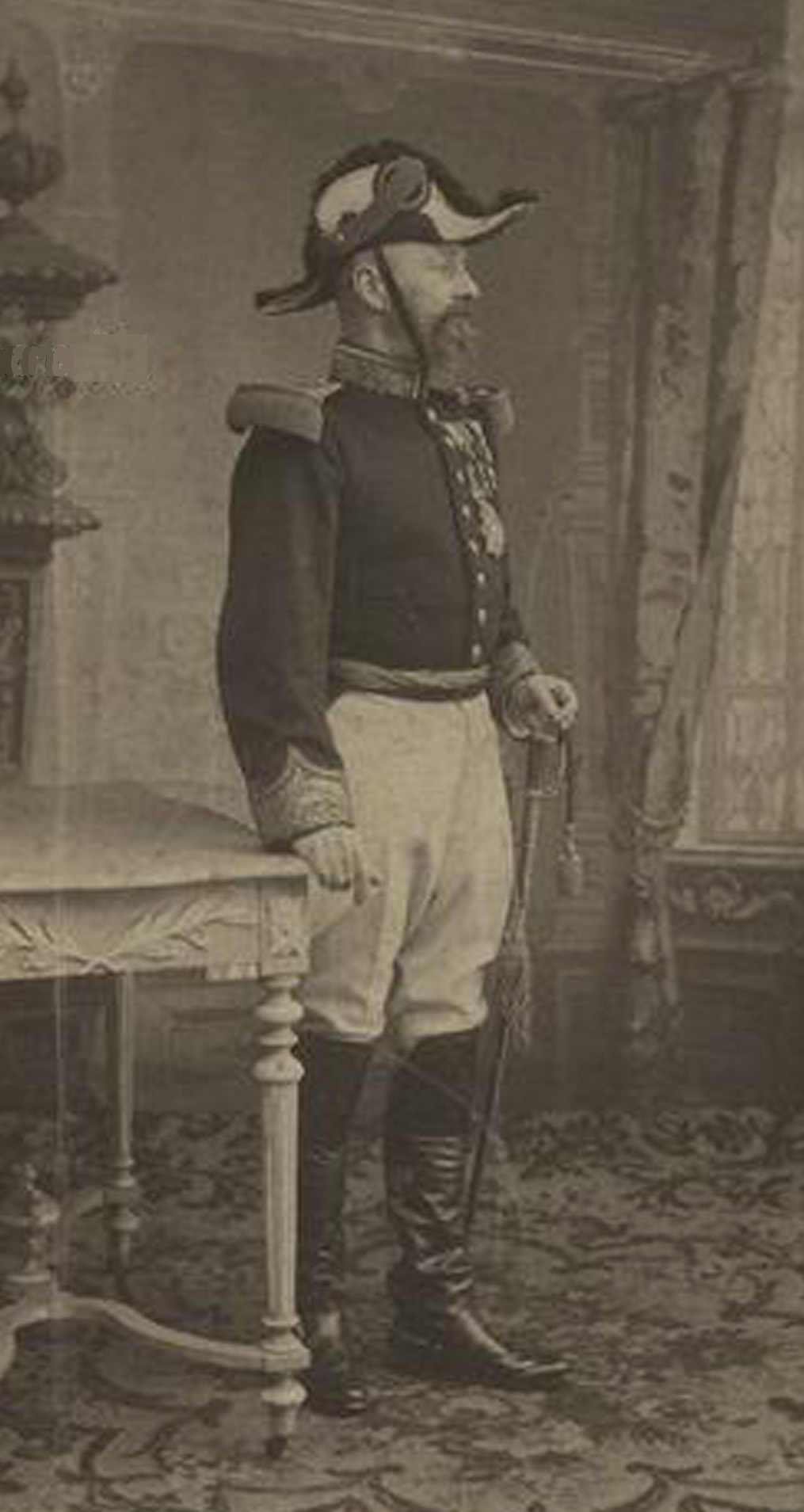
Braconnier in Paradeuniform (1911)

Charles-Marie de Braconnier, auch: Carlos Braconnier (* 28. Juni 1849 in Arlon, Belgien; † 13. März 1917  in Loosduinen, Niederlande) war ein belgischer Soldat und Kolonialbeamter. Er nahm an Expeditionen des britischen Afrikaforschers Henry Morton Stanley teil und diente ab Anfang der 1880er Jahre für den belgischen König Leopold II. im Kongo-Freistaat in Zentralafrika. Er wurde bekannt als erster Kommandant von Léopoldville, der auch an der Gründung der Stadt beteiligt war, und beendete seine Karriere als Generalleutnant der belgischen Armee.

## Biographie

### Frühe Jahre (1851–1881)

Familienwappen

Braconnier entstammte einer Adelsfamilie des Ancien Régime, die aus dem Herzogtum Lothringen stammte. Einer seiner Vorfahren, der Ritter Jean de Braconnier, war im 16. Jahrhundert Schöffe und Abgeordneter des Parlaments von Metz. Im Jahr 1789 musste die Familie Frankreich verlassen, um der Verfolgung während der Französischen Revolution zu entgehen. Charles-Marie war somit der Erbe einer Linie von Offizieren französischer Herkunft, die sich in den Dienst des jungen Königreichs Belgien stellten, dessen Armee es bei ihrer Unabhängigkeit 1831 an erfahrenen Offizieren mangelte.
Seine Eltern waren Charles Michel Louis de Braconnier und Éléonore Zélie Aimée de Fraudigney. Sein Vater war ein Veteran des Feldzugs gegen die Niederlande während der Belgischen Revolution 1831. Sein Bruder, Léon de Braconnier, diente ebenfalls im Kongo und erreichte den Dienstgrad eines Obersten.
1885 heiratete er im Schloss Sainval Valentine Mosselman, die Nichte des Abgeordneten Octave Neef-Orban und Cousine des Senators Theodore Mosselman aus Chenoy.

### Militärkarriere
Charles-Marie Braconnier wurde am 4. Dezember 1867 in die Militärschule aufgenommen, trat zunächst dem Artillerieregiment bei und wurde dann in das 1. Ulanenregiment aufgenommen. In dieser Funktion nahm er an den Aktionen zwischen Namur und den Ardennen teil, bei denen belgische Truppen unter dem Kommando von General Pierre Emmanuel Félix Chazal das preußische Vorgehen während des Deutsch-Französischen Krieges von 1870 beobachteten, um einen möglichen preußischen Einfall in Belgien abzuwehren.
Am 21. September 1875 trat er in die belgische Kriegsschule (französisch: École de guerre) ein. Er wurde zum Leutnant und dann zum Hauptmann des 4. Lanciers-Regiments ernannt und anschließend in die Internationale Afrika-Gesellschaft aufgenommen.

### Erkundung des Kongo
Am 15. August 1880 verließ Braconnier als Hauptmann Liverpool an Bord der Gaboon, begleitet von Paul Nève, Victor Harou, Edmond Hanssens und Louis Valcke. Mitte September kam er im Kongo an und erreichte Vivi Ende September 1880. Henry Morton Stanley wartete bereits auf ihn. Braconnier, Stanley und Harou gingen dann an Bord der Royal und reisten flussaufwärts, um in Manyanga und am Pool Malebo (damals Stanley Pool genannt) neue Stationen zu errichten. In Isangila schlossen sich ihnen Nève und Flamini, beides Mechaniker für die beiden Schiffe der Expedition, die Dampfer En Avant und Royal, an. Sie brachen mit beiden Dampfschiffen und einem Leichter und einem ehemaligen Walfangboot im Schlepptau nach Manyanga auf.
In der Folge erkrankten die meisten Expeditionsteilnehmer an Fieber. Sie erreichten die Ntombo-Mataka-Wasserfälle am 1. Mai 1881, wo Stanley die Manyanga-Station gründete, die er Harou anvertraute. Braconnier erhielt den Auftrag, eine Route von Manyanga zur Mündung des Lufu-Flusses zu erkunden, um die Ntombo-Mataka-Wasserfälle umgehen zu können. Valcke schloss sich der Gruppe an, nachdem er das gesamte für die Weiterfahrt auf dem Stanley Pool bestimmte schwimmende Material ein Stück stromaufwärts der Wasserfälle gebracht hatte. Stanley erkrankte an Fieber und musste zunächst von Braconnier gepflegt werden. Ab den ersten Junitagen begannen Stanley und Braconnier mit den Vorbereitungen für die Weiterreise zum Stanley Pool. Nève starb ungefähr zu dieser Zeit.
Am 15. Juli brach Braconnier als Kundschafter auf und befehligte eine große Truppe Eingeborener. In Mungala am Nordufer des Flusses schloss sich ihm Stanley an. Sie durchquerten den Bezirk Zinga, der vom Volk der Babouende bewohnt wurde. Am 24. Juli 1881 erreichten sie Ngoma in der Nähe der Inkissi-Wasserfälle. Sie mussten die steilen Hänge des Ngoma mit ihren riesigen Wagen erklimmen, die von vierundzwanzig bis dreißig Maultieren gezogen wurden. Weiterhin mussten sie die Wagen entladen und tiefe Flüsse mit starker Strömung durchqueren, wie etwa den Nkonko-Fluss.
Braconnier leitete eine Gruppe Arbeiter, die einen Weg durch den Regenwald bahnte, und war der erste Teilnehmer der Expedition, der den Stanley Pool sah, einen riesigen See, den Stanley auf seiner ersten Expedition entdeckt hatte. Häuptling Bouaboua-Njali empfing die Expedition in der Nähe des Gordon-Bennett-Flusses (zu der Zeit benannt nach James Gordon Bennett Jr. heute: Djoué-Fluss). Dort trafen sie auf den in französischen Diensten stehenden Malamine Camara, der von Pierre Savorgnan de Brazza dorthin geschickt worden war und der ihnen den Vertrag zwischen Brazza und dem Häuptling Makoko zeigte, der Frankreich ermächtigte, am Nordufer des Pools Stationen zu errichten. Die Entdecker trafen verschiedene andere Häuptlinge an verschiedenen Orten in der Nähe des Pools und kamen schließlich zu der Einigung, einen Posten in Ntamo im Territorium des Häuptlings Ngaliéma zu gründen.
Am 14. September 1881 brach die Kolonne erneut auf, doch Stanley erkrankte erneut und Braconnier übernahm wiederum das Kommando über die Expedition. Doch als die Eingeborenen die Ausrüstung in das steile Gelände hievten, verunglückte einer der Wagen, stürzte um und traf Braconnier, der daraufhin gegen die Felsen geschleudert wurde. Er verlor kurzzeitig das Bewusstsein, kam aber ohne Knochenbrüche davon. Er musste sich jedoch einige Wochen lang am Ufer des Kongo-Flusses erholen und schloss sich erst am 1. Oktober Stanley am linken Flussufer im Distrikt Kinsinde an. Er legte auf dem Ijumbi-Plateau am Fuße des Ngoma-Bergs einen Pfad an, dank dem die Kolonne ihr Lager in Usansi im Gebiet der Makoko errichten konnte. Am 3. Dezember 1881 war der Transport schließlich abgeschlossen und der Dampfer En Avant konnte auf dem Pool in See gehen. Wenige Tage später erreichte er Ntamo, wo der Grundstein für das spätere Léopoldville (heute: Kinshasa) gelegt wurde.

### Gründung von Léopoldville
Ab Anfang 1882 wurden Braconnier die weitere Errichtung der Station Léopoldville anvertraut. Um sich vor der einheimischen Bevölkerung und insbesondere vor dem Häuptling Ngalièma zu schützen, ließ er zunächst ein Blockhaus errichten, um das weitere Gebäude errichtet wurden. Rund um den Posten wurden Gärten und Äcker zur Versorgung der Station angelegt. In Kinshasa wurde später ein Platz zu Ehren des Gründers und ersten Kommandanten von Léopoldville Place Braconnier genannt. Auf diesem Platz befindet sich derzeit die Botschaft des Königreichs Belgien.
Am 1. April 1883 kehrte Braconnier nach drei Dienstjahren nach Europa zurück und wurde vor Ort durch Louis Valcke abgelöst. Nach seiner Rückkehr nach Belgien hielt er am 18. Januar 1886 vor der Société Royale Belge de Géographie (deutsch: Königlich Belgische Gesellschaft für Geographie) einen Vortrag mit dem Titel Le Congo au point de vue pittoresque. Außerdem verfasste er 1886 für das Bulletin der Institution eine Studie mit dem Titel Le Congo nu point de vue économique.
Nach seiner Erkundungskampagne im Kongo setzte Charles-Marie Braconnier seine Militärkarriere fort, indem er in der militärischen Hierarchie nach oben stieg, bis er schließlich den höchsten Rang der belgischen Armee erreichte, als er durch ein königliches Dekret vom 26. September 1910 zum Generalleutnant ernannt wurde.
Charles-Marie de Braconnier starb während des Ersten Weltkrieges am 13. März 1917 in Loosduinen, Niederlande.

## Ehrungen und Auszeichnungen
- Kommandeur des belgischen Leopoldordens;
- Ritter des belgischen Löwenordens
- Étoile de Service;
- belgisches Militärkreuz 1. Klasse;
- Großkreuz des Militärverdienstkreuzes von Spanien.
- Gedenkmedaille an die Regierungszeit von König Leopold II.;
- Gedenkmedaille 1870–71.